# Посольство України в Марокко
Посольство України в Королівстві Марокко — дипломатичне представництво України в Марокко, розташоване в столиці — місті Рабат.

## Завдання посольства
Основне завдання Посольства України в Рабаті представляти інтереси України, сприяти розвиткові політичних, економічних, культурних, наукових та інших зв'язків, захищати права та інтереси громадян і юридичних осіб України, які перебувають на території Марокко.
Посольство забезпечує розвиток міждержавних відносин між Україною і Марокко на всіх рівнях, дбає про розвиток взаємних відносин, а також співробітництва з питань, що становлять взаємний інтерес.

## Історія дипломатичних відносин
Королівство Марокко однією з перших держав арабського світу визнало державну незалежність України 30 грудня 1991року. 22 червня 1992 року у Нью-Йорку був підписаний Протокол про встановлення дипломатичних відносин між Україною і Марокко. У жовтні 2000 року розпочало діяльність Посольство України в Рабаті.
До 2000 року інтереси України в Марокко представляло Посольство України в Тунісі (за сумісництвом).

## Керівники дипломатичної місії
1. Дяченко Олег Маркович (1998—2000, за сумісництвом)
2. Малько Юрій Феодосійович (2000—2004), Вірчі грамоти вручив 4 січня 2001 р.
3. Гудима Борис Миколайович (2004—2006), Вірчі грамоти вручив 12 жовтня 2004 р.
4. Йохна Віталій Антонович (2006—2010), Вірчі грамоти вручив 25 травня 2007 р.
5. Коваль Ярослав Григорович (2011—2019), Вірчі грамоти вручив 19 вересня 2011 р.
6. Плевако Олександр Якович (2019—2020) т.п.
7. Васильєва Оксана Юріївна (2020—2022)
8. Приходько Ігор Михайлович (04.2022—08.2022) т.п.
9. Саєнко Сергій Валерійович (з 2022)[2]